# 奥波尔策陨石坑
奥波尔策陨石坑（Oppolzer）是月球正面中央湾南部一座残存的撞击坑，其名称取自奥地利天文学家特奥多尔·冯·奥波尔策（Theodor von Oppolzer，1841年-1886年），1935年被国际天文联合会批准接受。

## 描述

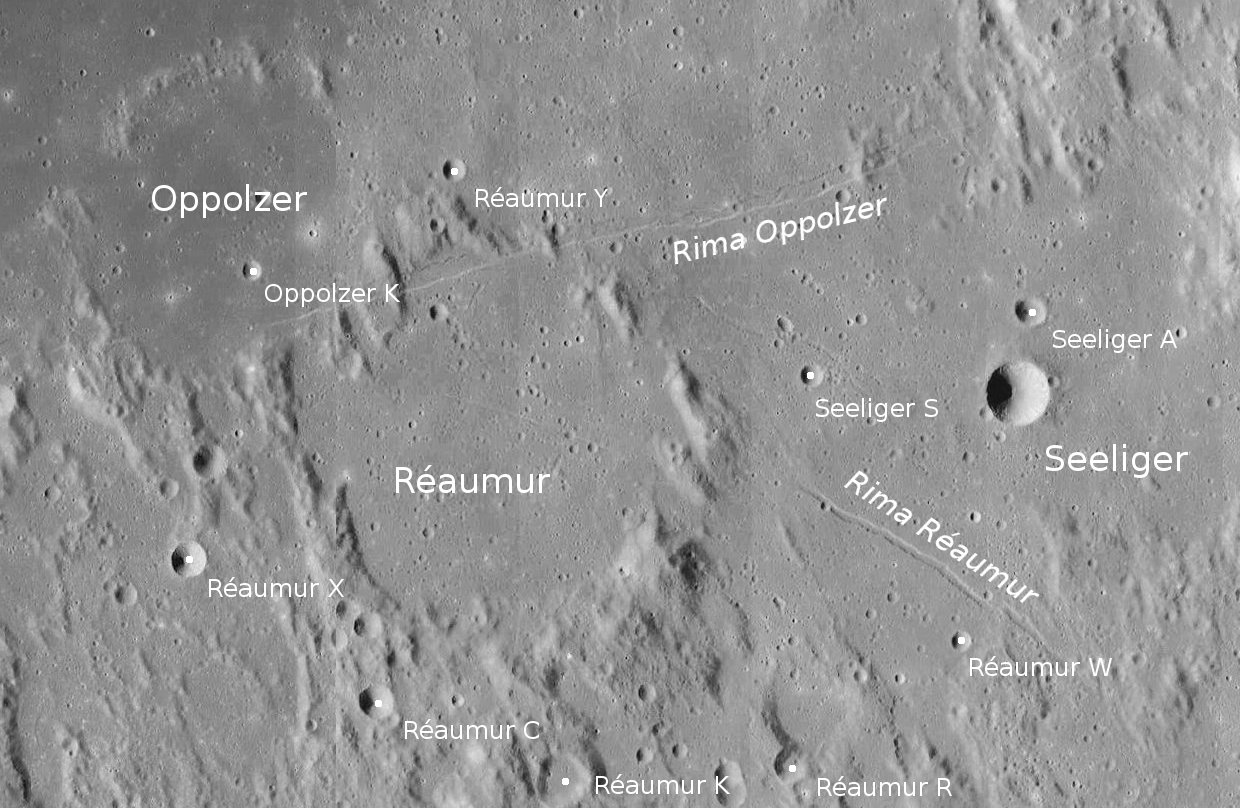
奥波尔策陨石坑周边图，月球勘测轨道器拍摄。

奥波尔策陨石坑坐落在一座原中心月面坐标为北纬0°、西经0°的撞击坑遗迹内，西侧毗邻莫斯汀陨石坑、东北偏北临近小陨坑布鲁斯和布莱格、东北偏东坐落着雷蒂库斯陨石坑、东南与列奥米尔陨石坑的残余边缘相连，史波勒陨石坑位于它的西南偏南、西南偏西则是已被熔岩淹没的环壁平原-弗拉马利翁环形山。陨坑的西面是弗拉马利翁月溪，北面是中央湾。
该陨坑中心月面坐标为1°31′S 0°27′W / 1.52°S 0.45°W，直径40.9公里，
深度1500米。
奥波尔策陨石坑已完全深暗的玄武质熔岩淹没，只剩隆起的壁顶露出在表面并构成了一系列分散的峰峦和山岭，其中
沿陨坑南侧绵延着不规则的弧状山脉、北侧则围绕着断裂的山岭，东北侧有一处特别宽阔的裂峪，中间无任何遗存的山脊。坑内地表已被玄武质熔岩覆盖。
南部，一道被命名为奥波尔策月溪的110公里长的沟壑呈东西走向贯穿整个陨坑二侧。

## 卫星陨石坑

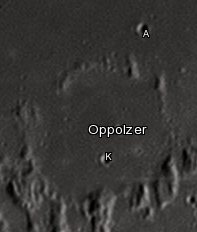
戴维·坎贝尔图片.

按照惯例，最靠近奥波尔策陨石坑的卫星坑在月图上以字母标注在该坑中心点的旁边。
| 奥波尔策 | 纬度   | 经度   | 直径   |
| -------- | ------ | ------ | ------ |
| A        | 0.5° S | 0.3° W | 3 公里 |
| K        | 1.7° S | 0.3° W | 3 公里 |